# Merkuriuspassage (Jupiter)
En Merkuriuspassage över solen som kan ses från Jupiter händer när planeten Merkurius passerar direkt mellan solen och Jupiter och skymmer en liten del av soldisken för en observatör på Jupiter. Under en passage så kan Merkurius ses som en liten svart disk som rör sig över solen.
En passage kan även ses från någon av Jupiters månar istället för från planeten själv. Tidpunkten och omständigheterna blir naturligtvis något annorlunda.
Den synodiska omloppstiden  för Merkurius och Jupiter är 89,8 dagar. Den kan beräknas med formeln 1/(1/P-1/Q), där P är omloppstiden för Merkurius (87,97 dagar) och Q är omloppstiden för Jupiter (4330,6 dagar).
Banlutningen av Merkurius omloppsbana med avseende på Jupiters ekliptikan är 6,29°, vilket är något mindre än dess värde på 7,00° i förhållande till Jordens ekliptikan.
Merkuriuspassager sedda från Jupiter sker i serier där en passage följs av en ny efter ungefär 17 330 dagar (ca 47,4 år). Detta är ungefär lika med 4 omloppstider för Jupiter, 197 omloppstider för Merkurius eller  193 synodiska omloppstider.
Eftersom Merkurius rör sig kring solen mycket snabbare än Jupiter så har den tid att passera noden som krävs för en planetpassage och hinner ofta göra det mer än en gång. Detta leder till att Merkuriuspassage sker i grupper av en eller flera ungefär var sjätte år vid varje tillfälle som Jupiter passerar en sådan nod.
| Merkuriuspassager sedda från Jupiter | Merkuriuspassager sedda från Jupiter | Merkuriuspassager sedda från Jupiter |
| ------------------------------------ | ------------------------------------ | ------------------------------------ |
| 9 februari 2000                      | 22 juli 2047                         | 1 januari 2095                       |
| 25 december 2005                     | 6 juni 2053                          | 17 november 2100                     |
| 26 mars 2006                         | 5 september 2053                     | 15 februari 2101                     |
| 28 november 2011                     | 10 maj 2059                          | 21 oktober 2106                      |
| 26 februari 2012                     | 8 augusti 2059                       | 18 januari 2107                      |
| 12 januari 2018                      | 23 juni 2065                         | 4 december 2112                      |
| 17 september 2023                    | 26 februari 2071                     | 9 augusti 2118                       |
| 15 december 2023                     | 27 maj 2071                          | 7 november 2118                      |
| 31 oktober 2029                      | 11 april 2077                        | 22 september 2124                    |
| 6 juli 2035                          | 16 december 2082                     | 28 maj 2130                          |
| 3 oktober 2035                       | 15 mars 2083                         | 26 augusti 2130                      |
| 18 augusti 2041                      | 28 januari 2089                      | 11 juli 2136                         |
| 17 november 2041                     | 29 april 2089                        | 9 oktober 2136                       |